# 重新。沒來過
《重新。沒來過》，2016年臺灣偶像劇，為KKBOX旗下OTT VOD影音服務平台KKTV首部自製網路電視劇，戲劇播出長度一集為20分鐘，被稱為『電速劇』。由製作人衛國泰、林媄倫聯合製作，張睿家、姚以緹、喻永翔、朱永德、黃榕兒領銜主演，本劇也是王少偉首次執導戲劇作品。

## 播出時間

### 網路
| 頻道 | 所在地 | 播映日期      | 播出時間 |
| ---- | ------ | ------------- | -------- |
| KKTV | 臺灣   | 2016年8月18日 |          |

## 劇情大綱
男主角趙政霆（張睿家飾）原本為房仲業的超級業務員，遭逢家庭巨變因而萎靡喪志，幸好一位餐廳老闆賴桑（黃仲崑飾）收留了他，男主角在餐廳打工時，因緣際會認識了女主角張嬿純（姚以緹飾），並藉由劇中房仲徒弟李永翔（喻永翔飾）的協助，才得以讓男主角重新振作，是一齣笑中帶淚的溫暖好戲。此外，已許久未在螢光幕前現身的氣質女星沈時華，也在《重新。沒來過》中飾演一位廣播節目主持人，為本劇帶來畫龍點睛的效果

## 演員列表

### 主要演員
| 演員   | 角色   | 介紹 | 登場集數 |
| 張睿家 | 趙政霆‬ | 他失魂落魄地出現在居酒屋後巷 被熱心的居酒屋老闆賴桑收留 總是沉默寡言，不說自己過去，亦不主動與人交談 像自我放逐般地在居酒屋過著隱居的日子 直到有一天，被闖入居酒屋的她爆打一頓。 卻意外地讓自己心中因過去築起來的高牆開始龜裂 | 1-4      |
| 姚以緹 | 張嬿純‬ | 人氣廣播《美麗人聲》企畫編輯 個性率真開朗，對工作盡責盡力 某天，誤打了住在居酒屋中的他 或許是職業病，總忍不住想挖掘他的過去                                                                                                   | 1-4      |
| 黃仲崑 | 賴桑‬   | 熱心豪爽的居酒屋老闆 談笑間不失風趣，幽默間不失智慧。 時常說話酸趙政霆，就是希望他能重新面對自己。 | 1-4      |
| 沈時華 | 沈時華 | 知性、感性、理性兼具的廣播電台主持人。 用自己的聲音傳遞自己對社會上的反應、提醒，讓隱藏自己內心深處悲傷的人們，有更多條路的選擇。 而對張嬿純來講，沈時華就像是她人生中的導師。                                                | 1-4      |
| 喻永翔 | 李永翔 | 趙政霆房仲徒弟 | 1-4      |
| 黃榕兒 | 趙榕兒 | 趙政霆妹妹 | 2-4      |
| 朱永德 | 趙父   | 趙政霆父親 | 1,4      |

## 網路劇歌曲
| 曲別   | 歌名           | 演唱者 | 作詞 | 作曲 |
| 主題曲 | 管你的擁抱 fyf | 陳芳語 |      |      |

## 外部連結
- KKTV的Facebook專頁